# Sanjay a Craig
Sanjay a Craig (v anglickém originále Sanjay and Craig) je americký animovaný televizní seriál stanice Nickelodeon. Pojednává o dvanáctiletém chlapci jménem Sanjay Patel, který má mluvícího hada jménem Craig. Seriál měl premiéru 25. května 2013.

## Vysílání
| Řada | Díly | Premiéra v USA    | Premiéra v USA    | Premiéra v ČR | Premiéra v ČR |
| Řada | Díly | První díl         | Poslední díl      | První díl     | Poslední díl  |
| ---- | ---- | ----------------- | ----------------- | ------------- | ------------- |
| 1    | 20   | 25. května 2013   | 12. července 2014 | vysíláno      | vysíláno      |
| 2    | 20   | 19. července 2014 | 9. října 2015     | vysíláno      | vysíláno      |
| 3    | 20   | 7. září 2015      | 29. července 2016 | vysíláno      | vysíláno      |